# Iglesia Plaza de San Juan
La Iglesia Plaza de San Juan en Londres (en inglés "St John's Smith Square") es una antigua iglesia. Ubicada en el centro de Smith Square, Westminster, Reino Unido. Fue fundado en 1728. En la actualidad es un monumento histórico y una sala de conciertos.

## Historia
La iglesia fue diseñada por Thomas Archer y se terminó en 1728. 
Los extremos tienen ventanas venecianas gigantes enmarcadas por cuatro pilastras gigantes, las torres son circulares y perforadas con columnas corintias que flanquean las aberturas en diagonal, el entablamento se curva sobre ellas y corona las cúpulas de arco conopial. Internamente hay vestíbulos detrás de los pórticos; los extremos están protegidos por amplios arcos sobre columnas corintias gigantes y otros dos pares de columnas sobresalen de las esquinas curvas de la nave y llevan un entablamento que sostiene una bóveda de cañón con una bóveda de crucería sobre el centro de la nave, reintroduciendo la planta de cruz griega internamente; columnas jónicas de madera llevan galerías detrás de las columnas gigantes. Cristales emplomados lisos renovados en las ventanas.
Fue vendida a un fondo de caridad como una ruina tras bombardeo en la Segunda Guerra Mundial, fue restaurada como sala de conciertos. 
La renovación en 1960 lo posicionó como una sala de conciertos con características particulares. Cuenta con un café y restaurante, este se pueden realizar eventos, y es usado también en los intervalos de los espectáculos musicales. Es considerado una de las obras maestras del barroco inglés y una de las mejores salas de conciertos de Londres, atrayendo a artistas e intérpretes de reconocido prestigio internacional.
Actualmente su director es Richard Heason.
Su horario de apertura y visita es de lunes a viernes de 10:00 a 17:00 horas.